# Zosterops flavilateralis
Zosterops flavilateralis — вид воробьиных птиц из семейства белоглазковых (Zosteropidae).

## Таксономия
Ранее эти птицы считались подвидом Zosterops abyssinicus, но в настоящее время выделены в отдельный вид.
Выделяют два подвида.

## Распространение
Обитают в центральной и восточной части Кении, а также в восточной части Танзании. Сообщается о наличии представителей вида на юге Эфиопии и Сомали.

## Описание
Длина тела 10.2 см, вес 7.2-9 г. У взрослых особей относительно бледная желтовато-зелёная верхняя сторона тела. Нижняя сторона желтая, с зеленоватым отливом по бокам. Голова окрашена в оттенки зелёного и желтого цветов. Клюв чёрный. Ноги от голубовато-серых до черноватых. Узкое белое глазное кольцо, прерываемое черноватой линией.

## Биология
Питаются тлями (Aphidoidea) и другими мелкими насекомыми, в том числе гусеницами длинной 10-38 мм, а также фруктами. В кладке 2-4 (обычно 3) яйца.

## Охранный статус
МСОП присвоил виду охранный статус LC.